# Lauritz Kolderup-Rosenvinge
Janus Lauritz Andreas Kolderup-Rosenvinge, född 7 november 1858 i Köpenhamn, död 1939, var en dansk botaniker; sonson till Janus Lauritz Andreas Kolderup-Rosenvinge.
Kolderup-Rosenvinge tog 1882 magisterkonferens i naturhistoria och 1888 filosofie doktorsgrad, blev 1885 bibliotekarie vid Botanisk Museum i Köpenhamn och 1900 docent vid Köpenhamns universitet i botanik samt vid Polyteknisk Læreanstalt i mikroskopi och bakteriologi. Samma år blev han ledamot av Videnskabernas Selskab. År 1916 blev han e.o. professor vid nämnda universitet. 
Kolderup-Rosenvinge inriktade sig tidigt på studiet av algerna, företog i detta syfte bland annat 1886–1888 resor till Grönland och 1891–1895 till de danska farvattnen. Sedan 1894 var han redaktör för "Botanisk tidsskrift". Förutom flera avhandlingar i denna publikation och i "Meddelelser om Grønland" utgav han det grundläggande verket The Marine Algæ of Denmark (1909–1918) och Sporeplanterne (1913).

## Utmärkelser
- Riddare av Dannebrogorden,  1918[3]
- Dannebrogsmännens hederstecken,  1927[3]

[Redigera Wikidata]